# Ángel Acciaresi
Ángel Acciaresi (Buenos Aires, 26 de março de 1908 - data morte, desconhecida) foi um roteirista e cineasta argentino.
Na década de 1930, era um funcionário da Lumiton, a primeira produtora de cinema argentina. A partir da década seguinte, passou a ser assistente de direção, trabalhando com vários diretores, como: Hugo del Carril, Enrique Carreras, Armando Bo ou Kurt Land. Em 1955, dirigiu o curta-metragem "Milagro en el Delta" e em 1955, fez o seu segundo curta-metragem: "Festival de Río Hondo".
Em 1961, estreou como diretor de um longa-metragem na co-produção Brasil-Argentina, filmado em 1961 e 1962 e lançado somente em 1973: "Tercer Mundo".
Também dirigiu "El bulín" de 1969, "Un gaucho con plata" de 1970, "Un ángel con plata" de 1970, "Hasta siempre Carlos Gardel" documentário de 1973 e "Sujeto volador no identificado" de 1980.
Também foi roteirista de "Hotel de señoritas" de 1979 e "La pandilla aventurera" de 1990.